# Polygonatum zhejiangensis
Polygonatum zhejiangensis är en sparrisväxtart som beskrevs av X.J.Xue och H.Yao. Polygonatum zhejiangensis ingår i släktet ramsar, och familjen sparrisväxter. Inga underarter finns listade i Catalogue of Life.